# Mohammed Abdulla Hassan Mohamed
Mohammed Abdullah Hassan Mohamed, né le 2 décembre 1978, est un arbitre émirati de football.

## Carrière
Arbitre international de la FIFA depuis 2010, il est l'un des arbitres de la Coupe d'Asie des nations 2015.
En 2018, il est l'un des arbitres de la Coupe du monde en Russie.
Le 23 novembre 2022, il arbitre le match de poule Espagne-Costa Rica (victoire 7-0 de l'Espagne) lors de la Coupe du monde 2022.